# Waldo Ponce
Waldo Ponce (Los Andes, 4 de dezembro de 1982) é um futebolista chileno. Atualmente, joga pela Universidad de Chile.

## Carreira
Formado pela Universidad de Chile, atuou por Wolfsburg da Alemanha e Vélez Sarsfield da Argentina. O jogador também atuou pela Universidad Católica, rival de seu clube formador, porém se transferiu no dia 31 de agosto de 2010 para o Racing Santander da Espanha por empréstimo. Foi contratado pelo Cruz Azul do México em 2011. Em julho de 2012, voltou para seu clube formador, a Universidad de Chile por empréstimo.

## Títulos
Vélez Sársfield
- Campeonato Argentino: 2009 (Clausura)